# Marek Zając (dziennikarz)
Marek Piotr Zając (ur. 27 lipca 1979 w Krakowie) – polski dziennikarz i publicysta specjalizujący się w tematyce religijnej i społecznej, sekretarz Międzynarodowej Rady Oświęcimskiej, przewodniczący rady Fundacji Auschwitz-Birkenau, dyrektor stacji telewizyjnej Polsat Rodzina.

## Życiorys
Absolwent dziennikarstwa i komunikacji społecznej na Uniwersytecie Jagiellońskim.
W 2000 dołączył do redakcji „Tygodnika Powszechnego”, od 2005 kierował działem religijnym tego czasopisma, które to stanowisko opuścił w 2007. Pozostał współpracownikiem „TP” jako felietonista i publicysta. Pracował również jako szef działu zagranicznego dziennika „Polska” oraz zastępca redaktora naczelnego tygodnika „Przekrój”.
Nawiązał także współpracę z Telewizją Polską, m.in. jako prowadzący programy Między Ziemią a Niebem w TVP1, Wojna Postu z Karnawałem w TVP Kultura, Smak tradycji w TVP Polonia, Spór o historię w TVP Historia. Prowadził również poranny magazyn Kawa czy herbata? w parze z Odetą Moro-Figurską. Był prowadzącym program dokumentalny Polscy szpiedzy, emitowany na Canal+ Discovery. Wykładowca Wyższej Szkoły Europejskiej im. ks. Józefa Tischnera. Autor audycji Kościół według Marka na antenie Radia Plus. Współpracował też z RMF FM i KAI. W latach 2018–2024 był dyrektorem kanału telewizyjnego Polsat Rodzina. W 2024 objął funkcję zastępcy dyrektora biura programowego Telewizji Polskiej. W 2025 został jednym z prowadzących program publicystyczny Studio w kontakcie na antenie TVP Polonia.
W latach 2009–2016 członek zarządu warszawskiego Klubu Inteligencji Katolickiej. W 2006 powołany na sekretarza Międzynarodowej Rady Oświęcimskiej. W 2015 został przewodniczącym rady Fundacji Auschwitz-Birkenau.
Autor książki Pędzę jak dziki tapir. Bartoszewski w 93 odsłonach (WAM, Kraków 2017, ISBN 978-83-277-1319-3).

## Odznaczenia i wyróżnienia
Laureat Nagrody „Ślad” im. bp. Jana Chrapka (2006). W 2012 odznaczony Srebrnym Krzyżem Zasługi.